# Stara Winna Góra
Stara Winna Góra – wzniesienie o wysokości 131,6 m n.p.m., najwyższe w powiecie wschowskim i na Pojezierzu Sławskim (leży w niewielkim paśmie Wzgórz Pszczółkowskich). Znajduje się na południe od wsi Stare Strącze i na północ od Krzydłowiczek w gminie Sława (nadleśnictwo Sława Śląska). Leży w granicach obszaru chronionego krajobrazu Pojezierze Sławsko-Przemęckie.
Stara Winna Góra dostępna jest za pomocą ścieżki turystycznej „Wzgórza Pszczółkowskie”. Porasta ją gęsty las. Ze szczytu rozpościera się widok na sąsiednie wzgórza. Na południowym zboczu Góry dawniej znajdowały się winnice.